# Cesare Saldini
Cesare Saldini (Milano, 12 ottobre 1848 – 19 aprile 1922) è stato un ingegnere italiano.

## Biografia
Laureato al Regio Istituto Tecnico Superiore (in seguito Politecnico di Milano), è stato una delle principali figure di tecnico nell'Italia post risorgimentale, interessato alla progettazione, al riordino e alla razionalizzazione degli opifici e delle attività manifatturiere dell'epoca.
Nella progettazione di numerosi edifici industriali è stato importante il suo innovativo lavoro nel campo delle normative antinfortunistiche.
Tra i suoi progetti si ricorda quello dello storico Mulino Barca a Rivoli (TO) (1891-92).
Fu per lunghi anni consigliere della milanese Società Umanitaria nel cui ambito si dedicò all'assistenza e all'educazione popolare.
È stato il terzo direttore del Regio Istituto Tecnico (che solo anni dopo si doterà della figura un rettore). Fu in carica per breve tempo, dal 1921 al 1922, anno della sua morte.